# Tipula quichua
Tipula quichua är en tvåvingeart som beskrevs av Alexander 1916. Tipula quichua ingår i släktet Tipula och familjen storharkrankar.
Artens utbredningsområde är Peru. Inga underarter finns listade i Catalogue of Life.